# Nerf dorsal du clitoris

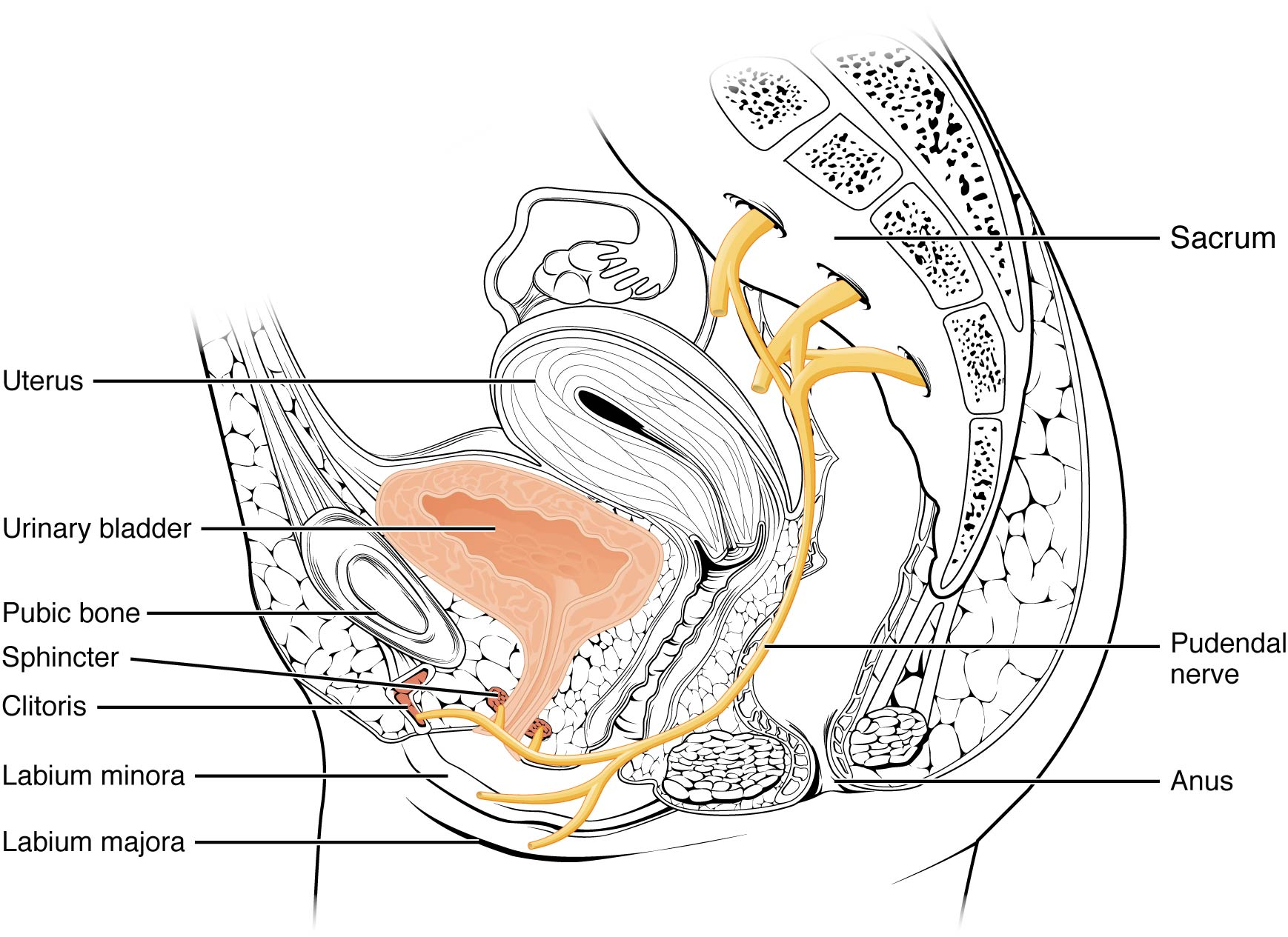
Nerf pudental chez la femme

Le nerf dorsal du clitoris est un nerf sensitif du pelvis de la femme.

## Origine
Le nerf dorsal du clitoris est une branche terminale du nerf pudendal.

## Trajet et zone d'innervation
Le clitoris présente d'innombrables terminaisons nerveuses, issues d'embranchements du nerf dorsal du clitoris ce qui lui procure une extrême sensibilité.
Les nerfs dorsaux du clitoris, dérivations du nerf pudendal, intègrent les fibres des nerfs caverneux un peu avant d'atteindre la face dorsale du clitoris. Ils relèvent donc à la fois du système cérébro-spinal et du système nerveux sympathique. Ils passent le long des branches ischio-pubienne puis pénètrent dans les piliers du clitoris, avant de réapparaître sous la symphyse pubienne. Ils longent la partie terminale des piliers, à leur point d'inflexion puis suivent de façon antérolatérale la courbure du corps clitoridien en traversant le ligament suspenseur. Leurs ramifications intermédiaires desservent les corps caverneux et le bulbe, tandis que leurs innombrables ramifications terminales se retrouvent dans le gland, le prépuce et les petites lèvres.
Les deux nerfs caverneux assurent la liaison entre le système nerveux autonome et les corps érectiles du clitoris. Leurs fibres sont issues du plexus hypogastrique inférieur, et combinent des fibres relevant du système orthosympathique avec d'autres relevant du système parasympathique.
Leur intégrité est essentielle au fonctionnement du système clitoridien,. Ses innombrables terminaisons nerveuses lui procure une extrême sensibilité et donc un rôle important dans le plaisir féminin et dans l'érection clitoridienne.

## Aspect clinique
Certaines chirurgies, par exemple celles pour traiter l'incontinence urinaire féminine, peuvent endommager le nerf dorsal du clitoris, entraînant une perte de sensation dans le clitoris,,.

## Remarque
Le nerf dorsal du clitoris est l'analogue du nerf dorsal du pénis chez l'homme.